# Tour de France 2014 – 1. etap
1. etap kolarskiego wyścigu Tour de France 2014 odbył się 5 lipca. Start etapu miał miejsce w brytyjskiej miejscowości Leeds, zaś meta w Harrogate. Etap liczył 190,5 kilometra.
Zwycięzcą etapu został niemiecki kolarz Marcel Kittel, który równocześnie został liderem klasyfikacji generalnej oraz punktowej. Drugi na mecie etapu zameldował się Słowak Peter Sagan, trzeci był Litwin Ramūnas Navardauskas.

## Premie
Na 1. etapie były następujące premie:
| Rodzaj | Rodzaj            | Miejscowość/ Miejsce | Kilometry (od startu) | Kilometry (do mety) |
| ------ | ----------------- | -------------------- | --------------------- | ------------------- |
|        | Górska (IV kat.)  | Côte de Cray         | 68 km                 | 122,5 km            |
|        | Lotna             | Newbiggin            | 77 km                 | 113,5 km            |
|        | Górska (III kat.) | Côte de Buttertubs   | 103,5 km              | 87 km               |
|        | Górska (III kat.) | Côte de Griton Moor  | 129,5 km              | 61 km               |

### Wyniki
| Górska – Côte de Cray |                |        |        |
| Miejsce               | Zawodnik       | Zespół | Punkty |
| 1.                    | Benoît Jarrier | BSE    | 1      |

| Górska – Côte de Buttertubs |              |        |        |
| Miejsce                     | Zawodnik     | Zespół | Punkty |
| 1.                          | Jens Voigt   | TRE    | 2      |
| 2.                          | Nicolas Edet | COF    | 1      |

| Górska – Côte de Griton Moor |            |        |        |
| Miejsce                      | Zawodnik   | Zespół | Punkty |
| 1.                           | Jens Voigt | TRE    | 2      |
| 2.                           | Lars Bak   | LTB    | 1      |

| Lotna – Newbiggin |                     |        |        |
| Miejsce           | Zawodnik            | Zespół | Punkty |
| 1.                | Jens Voigt          | TRE    | 20     |
| 2.                | Nicolas Edet        | COF    | 17     |
| 3.                | Benoît Jarrier      | BSE    | 15     |
| 4.                | Bryan Coquard       | EUC    | 13     |
| 5.                | André Greipel       | LTB    | 11     |
| 6.                | Peter Sagan         | CAN    | 10     |
| 7.                | Mark Cavendish      | OPQ    | 9      |
| 8.                | Kévin Reza          | EUC    | 8      |
| 9.                | Alessandro Petacchi | OPQ    | 7      |
| 10.               | Maciej Bodnar       | CAN    | 6      |
| 11.               | Elia Viviani        | CAN    | 5      |
| 12.               | Fabio Sabatini      | CAN    | 4      |
| 13.               | Jürgen Roelandts    | LTB    | 3      |
| 14.               | Greg Henderson      | LTB    | 2      |
| 15.               | Lars Bak            | LTB    | 1      |

## Wyniki etapu
| Miejsce | Zawodnik              | Państwo         | Zespół                       | Czas       | Punkty |
| ------- | --------------------- | --------------- | ---------------------------- | ---------- | ------ |
| 1.      | Marcel Kittel         | Niemcy          | Team Giant-Shimano           | 4h 44' 07" | 45     |
| 2.      | Peter Sagan           | Słowacja        | Cannondale Pro Cycling       | +0"        | 35     |
| 3.      | Ramūnas Navardauskas  | Litwa           | Garmin-Sharp                 | +0"        | 30     |
| 4.      | Bryan Coquard         | Francja         | Team Europcar                | +0"        | 26     |
| 5.      | Michael Rogers        | Australia       | Tinkoff-Saxo                 | +0"        | 22     |
| 6.      | Chris Froome          | Wielka Brytania | Team Sky                     | +0"        | 20     |
| 7.      | Alexander Kristoff    | Norwegia        | Team Katusha                 | +0"        | 18     |
| 8.      | Sep Vanmarcke         | Belgia          | Belkin Pro Cycling Team      | +0"        | 16     |
| 9.      | José Joaquín Rojas    | Hiszpania       | Movistar Team                | +0"        | 14     |
| 10.     | Michael Albasini      | Szwajcaria      | Orica GreenEdge              | +0"        | 12     |
| 11.     | Fabian Cancellara     | Szwajcaria      | Trek Factory Racing          | +0"        | 10     |
| 12.     | Paul Voss             | Niemcy          | Team NetApp-Endura           | +0"        | 8      |
| 13.     | Greg Van Avermaet     | Belgia          | BMC Racing Team              | +0"        | 6      |
| 14.     | Martin Elmiger        | Szwajcaria      | IAM Cycling                  | +0"        | 4      |
| 15.     | Samuel Dumoulin       | Francja         | Ag2r-La Mondiale             | +0"        | 2      |
| 16.     | Simon Clarke          | Australia       | Orica GreenEdge              | +0"        | —      |
| 17.     | Geraint Thomas        | Wielka Brytania | Team Sky                     | +0"        | —      |
| 18.     | André Greipel         | Niemcy          | Lotto-Belisol                | +0"        | —      |
| 19.     | Koen de Kort          | Holandia        | Team Giant-Shimano           | +0"        | —      |
| 20.     | Jurgen Van den Broeck | Belgia          | Lotto-Belisol                | +0"        | —      |
| 21.     | Bauke Mollema         | Holandia        | Belkin Pro Cycling Team      | +0"        | —      |
| 22.     | Alberto Contador      | Hiszpania       | Tinkoff-Saxo                 | +0"        | —      |
| 23.     | Tiago Machado         | Portugalia      | Team NetApp-Endura           | +0"        | —      |
| 24.     | Alejandro Valverde    | Hiszpania       | Movistar Team                | +0"        | —      |
| 25.     | Janier Acevedo        | Kolumbia        | Garmin-Sharp                 | +0"        | —      |
| 26.     | Leopold König         | Czechy          | Team NetApp-Endura           | +0"        | —      |
| 27.     | Sylvain Chavanel      | Francja         | IAM Cycling                  | +0"        | —      |
| 28.     | Richie Porte          | Australia       | Team Sky                     | +0"        | —      |
| 29.     | Jakob Fuglsang        | Dania           | Astana Pro Team              | +0"        | —      |
| 30.     | Anthony Delaplace     | Francja         | Bretagne-Séché Environnement | +0"        | —      |
|         |                       |                 |                              |            |        |
| 129.    | Jens Voigt            | Niemcy          | Trek Factory Racing          | +0"        | —      |

## Klasyfikacje po 1. etapie

### Klasyfikacja generalna
| Miejsce | Zawodnik              | Państwo         | Zespół                  | Czas       |
| ------- | --------------------- | --------------- | ----------------------- | ---------- |
|         | Marcel Kittel         | Niemcy          | Team Giant-Shimano      | 4h 44' 07" |
| 2.      | Peter Sagan           | Słowacja        | Cannondale Pro Cycling  | +0"        |
| 3.      | Ramūnas Navardauskas  | Litwa           | Garmin-Sharp            | +0"        |
| 4.      | Bryan Coquard         | Francja         | Team Europcar           | +0"        |
| 5.      | Michael Rogers        | Australia       | Tinkoff-Saxo            | +0"        |
| 6.      | Chris Froome          | Wielka Brytania | Team Sky                | +0"        |
| 7.      | Alexander Kristoff    | Norwegia        | Team Katusha            | +0"        |
| 8.      | Sep Vanmarcke         | Belgia          | Belkin Pro Cycling Team | +0"        |
| 9.      | José Joaquín Rojas    | Hiszpania       | Movistar Team           | +0"        |
| 10.     | Michael Albasini      | Szwajcaria      | Orica GreenEdge         | +0"        |
| 11.     | Fabian Cancellara     | Szwajcaria      | Trek Factory Racing     | +0"        |
| 12.     | Paul Voss             | Niemcy          | Team NetApp-Endura      | +0"        |
| 13.     | Greg Van Avermaet     | Belgia          | BMC Racing Team         | +0"        |
| 14.     | Martin Elmiger        | Szwajcaria      | IAM Cycling             | +0"        |
| 15.     | Samuel Dumoulin       | Francja         | Ag2r-La Mondiale        | +0"        |
| 16.     | Simon Clarke          | Australia       | Orica GreenEdge         | +0"        |
| 17.     | Geraint Thomas        | Wielka Brytania | Team Sky                | +0"        |
| 18.     | André Greipel         | Niemcy          | Lotto-Belisol           | +0"        |
| 19.     | Koen de Kort          | Holandia        | Team Giant-Shimano      | +0"        |
| 20.     | Jurgen Van den Broeck | Belgia          | Lotto-Belisol           | +0"        |

### Klasyfikacja punktowa
| Miejsce | Zawodnik             | Państwo         | Zespół                     | Punkty  |
| ------- | -------------------- | --------------- | -------------------------- | ------- |
|         | Marcel Kittel        | Niemcy          | Team Giant-Shimano         | 45 pkt. |
| 2.      | Peter Sagan          | Słowacja        | Cannondale Pro Cycling     | 45 pkt. |
| 3.      | Bryan Coquard        | Francja         | Team Europcar              | 39 pkt. |
| 4.      | Ramūnas Navardauskas | Litwa           | Garmin-Sharp               | 30 pkt. |
| 5.      | Michael Rogers       | Australia       | Tinkoff-Saxo               | 22 pkt. |
| 6.      | Jens Voigt           | Niemcy          | Trek Factory Racing        | 20 pkt. |
| 7.      | Chris Froome         | Wielka Brytania | Team Sky                   | 20 pkt. |
| 8.      | Alexander Kristoff   | Norwegia        | Team Katusha               | 18 pkt. |
| 9.      | Nicolas Edet         | Francja         | Cofidis, Solutions Crédits | 17 pkt. |
| 10.     | Sep Vanmarcke        | Belgia          | Belkin Pro Cycling Team    | 16 pkt. |

### Klasyfikacja górska
| Miejsce | Zawodnik       | Państwo | Zespół                       | Punkty |
| ------- | -------------- | ------- | ---------------------------- | ------ |
|         | Jens Voigt     | Niemcy  | Trek Factory Racing          | 4 pkt. |
| 2.      | Benoît Jarrier | Francja | Bretagne-Séché Environnement | 1 pkt. |
| 3.      | Nicolas Edet   | Francja | Cofidis, Solutions Crédits   | 1 pkt. |
| 4.      | Lars Bak       | Dania   | Lotto-Belisol                | 1 pkt. |

### Klasyfikacja młodzieżowa
| Miejsce | Zawodnik          | Państwo   | Zespół                       | Czas       |
| ------- | ----------------- | --------- | ---------------------------- | ---------- |
|         | Peter Sagan       | Słowacja  | Cannondale Pro Cycling       | 4h 44' 07" |
| 2.      | Bryan Coquard     | Francja   | Team Europcar                | +0"        |
| 3.      | Anthony Delaplace | Francja   | Bretagne-Séché Environnement | +0"        |
| 4.      | Romain Bardet     | Francja   | Ag2r-La Mondiale             | +0"        |
| 5.      | Armindo Fonseca   | Francja   | Bretagne-Séché Environnement | +0"        |
| 6.      | Thibaut Pinot     | Francja   | FDJ.fr                       | +0"        |
| 7.      | Tom-Jelte Slagter | Holandia  | Garmin-Sharp                 | +0"        |
| 8.      | Ion Izagirre      | Hiszpania | Movistar Team                | +0"        |
| 9.      | Danny van Poppel  | Holandia  | Trek Factory Racing          | +0"        |
| 10.     | Arnaud Démare     | Francja   | FDJ.fr                       | +0"        |

### Klasyfikacja drużynowa
| Miejsce | Zespół                  | Państwo           | Czas        |
| ------- | ----------------------- | ----------------- | ----------- |
|         | Team Sky                | Wielka Brytania   | 14h 12' 21" |
| 2.      | Team NetApp-Endura      | Niemcy            | +0"         |
| 3.      | Belkin Pro Cycling Team | Holandia          | +0"         |
| 4.      | Garmin-Sharp            | Stany Zjednoczone | +0"         |
| 5.      | Tinkoff-Saxo            | Rosja             | +0"         |
| 6.      | Movistar Team           | Hiszpania         | +0"         |
| 7.      | Ag2r-La Mondiale        | Francja           | +0"         |
| 8.      | Orica GreenEdge         | Australia         | +0"         |
| 9.      | Trek Factory Racing     | Stany Zjednoczone | +0"         |
| 10.     | BMC Racing Team         | Stany Zjednoczone | +0"         |